# Сирень гималайская
Сире́нь гимала́йская (лат. Syringa emodi) — кустарниковое растение, вид рода Сирень (Syringa) семейства Маслиновые (Oleaceae).

## Ботаническое описание
Кустарник высотой до 4,5 м. Ветви серого или оливково-бурого цвета. Побеги коричневатые или оливково-зелёные, чечевички светлые, резко выделяющиеся. Вершинные почки яйцевидные, красно-бурые.
Листья эллиптической формы, длиной 5—15 (до 22) см, шириной 2,5—12 см, на верхушке заострённые, в основании сужаются, в верхней части тёмно-зелёного цвета, голые, по краям реснитчатые. Жилки снизу пурпурно-фиолетового цвета. Черешок длиной 1—1,5 см, слабо опушенный, с пурпурным окрасом.
Соцветие верхушечное, длиной 12—15 см и шириной 3—8 см, форма цилиндрическая. Ось соцветия четырёхгранная, голая, реже опушенная, с чечевичками. Цветок до 1 см в диаметре, палево-лилового или кремового-жёлтого с розоватым оттенком цвета, с неприятным запахом. Чашечка голая, реже опушенная, зубцы мелкие, округлые. Трубка венчика 0,8 см длиной, цилиндрическая. Бутоны палево-жёлтые с розовым оттенком, при раскрывании приобретают желтовато-белый окрас. Пыльники жёлтого цвета, на половину своей длины выступают из зева венчика.
Коробочка длиной 2 см, гладкая, длинно заострённая на верхушке. Цветение происходит в июне.

## Экология и распространение
Произрастает в северо-западной части Гималаев, на высоте 2700—3700 метров над уровнем моря, в субальпийском поясе, во влажных местах и долинах горных рек. Морозостойкое растение, способна выжить в почвах с высокой засоленностью.

## Классификация
Вид Сирень гималайская (Syringa emodi) входит в род Сирень (Syringa) семейство Маслиновые (Oleaceae).
|  |                  |  |                     |                          |                        |  | ещё 45 порядков покрытосеменных (согласно Системе APG II) | ещё 45 порядков покрытосеменных (согласно Системе APG II) |                                            |  |  |  | ещё 24 рода        | ещё 24 рода            |  |  |
|  |                  |  |                     |                          |                        |  | ещё 45 порядков покрытосеменных (согласно Системе APG II) | ещё 45 порядков покрытосеменных (согласно Системе APG II) |                                            |  |  |  | ещё 24 рода        | ещё 24 рода            |  |  |
|  |                  |  |                     | отдел Цветковые растения |                        |  |                                                           |                                                           | семейство Маслиновые                       |  |  |  |                    | вид Сирень гималайская |  |  |
|  |                  |  |                     | отдел Цветковые растения |                        |  |                                                           |                                                           | семейство Маслиновые                       |  |  |  |                    | вид Сирень гималайская |  |  |
|  | царство Растения |  |                     |                          | порядок Ясноткоцветные |  |                                                           |                                                           | род Сирень                                 |  |  |  |                    |                        |  |  |
|  | царство Растения |  |                     |                          |                        |  |                                                           |                                                           |                                            |  |  |  |                    |                        |  |  |
|  |                  |  | ещё около 21 отдела | ещё около 21 отдела      |                        |  |                                                           | ещё 21 семейство (согласно Системе APG II)                | ещё 21 семейство (согласно Системе APG II) |  |  |  | ещё около 10 видов |                        |  |  |
|  |                  |  |                     | ещё около 21 отдела      |                        |  |                                                           |                                                           | ещё 21 семейство (согласно Системе APG II) |  |  |  |                    |                        |  |  |